# World RX de Barcelona 2020
El World RX de Barcelona 2020, originalmente Logitech G World RX de Pirineus-Barcelona 2030 y Logitech G World RX de Catalunya-Barcelona fue la séptima y octava prueba de la Temporada 2020 del Campeonato Mundial de Rallycross. Se celebró del 17 al 18 de octubre de 2020 en el Circuito de Barcelona-Cataluña ubicado en la ciudad de Barcelona, Cataluña, España.
Debido a la Pandemia de Coronavirus, varias rondas del campeonato fueron canceladas, por esa razón los organizadores del campeonato propusieron la idea de una segunda ronda en un mismo evento, el World RX de Barcelona fue una de la rondas escogidas para tener una ronda extra.
La séptima ronda, el Logitech G World RX de Pirineus-Barcelona 2030 fue dominada por los pilotos suecos, el ganador de la prueba fue el actual campeón defensor, Timmy Hansen quien consiguió su décima victoria en la categoría, fue secundado en el podio por Johan Kristoffersson y por su hermano menor Kevin Hansen.
La octava ronda, el Logitech G World RX de Catalunya-Barcelona fue otra muestra del poderío de los pilotos suecos en la especialidad, el ganador de la prueba fue el actual líder del campeonato, Johan Kristoffersson quien consiguió su vigesimocuarta victoria en la categoría, fue acompañado en el podio por sus compatriotas Timmy Hansen y Anton Marklund.

## Ronda 7

### Series
| Pos.                                                                   | N.º | Piloto               | Equipo                          | Auto                | Q1   | Q2   | Q3   | Pts |
| ---------------------------------------------------------------------- | --- | -------------------- | ------------------------------- | ------------------- | ---- | ---- | ---- | --- |
| 1                                                                      | 3   | Johan Kristoffersson | Kristoffersson Motorsport       | Volkswagen Polo R   | 1.º  | 2.º  | 1.º  | 16  |
| 2                                                                      | 1   | Timmy Hansen         | Team Hansen                     | Peugeot 208         | 2.º  | 3.º  | 2.º  | 15  |
| 3                                                                      | 13  | Andreas Bakkerud     | Monster Energy GCK RX Cartel    | Renault Mégane R.S. | 7.º  | 1.º  | 3.º  | 14  |
| 4                                                                      | 9   | Kevin Hansen         | Team Hansen                     | Peugeot 208         | 8.º  | 5.º  | 6.º  | 13  |
| 5                                                                      | 5   | Mattias Ekström      | KYB Team JC                     | Audi S1             | 10.º | 6.º  | 4.º  | 12  |
| 6                                                                      | 68  | Niclas Grönholm      | GRX Taneco Team                 | Hyundai i20         | 5.º  | 10.º | 5.º  | 11  |
| 7                                                                      | 7   | Timur Timerzyanov    | GRX Taneco Team                 | Hyundai i20         | 6.º  | 7.º  | 8.º  | 10  |
| 8                                                                      | 92  | Anton Marklund       | GCK Bilstein                    | Renault Mégane R.S. | 3.º  | 9.º  | 10.º | 9   |
| 9                                                                      | 44  | Timo Scheider        | ALL-INKL.COM Münnich Motorsport | SEAT Ibiza          | 16.º | 4.º  | 7.º  | 8   |
| 10                                                                     | 33  | Liam Doran           | Monster Energy GCK RX Cartel    | Renault Mégane R.S. | 9.º  | 8.º  | 11.º | 7   |
| 11                                                                     | 42  | Oliver Bennett       | Oliver Bennett                  | Mini Cooper         | 11.º | 12.º | 14.º | 6   |
| 12                                                                     | 91  | Enzo Ide             | Team JC Race Teknik             | Audi S1             | 12.º | 11.º | 16.º | 5   |
| 13                                                                     | 4   | Robin Larsson        | KYB Team JC                     | Audi S1             | 4.º  | DNF  | 9.º  | 4   |
| 14                                                                     | 73  | Tamás Kárai          | Karai Motorsport Sportegyesület | Audi S1             | 13.º | 15.º | 12.º | 3   |
| 15                                                                     | 83  | Patrick Guillerme    | Patrick Guillerme               | Hyundai i20         | 15.º | 14.º | 13.º | 2   |
| 16                                                                     | 38  | Mandie August        | ALL-INKL.COM Münnich Motorsport | SEAT Ibiza          | 14.º | 13.º | 15.º | 1   |
| Reporte Oficial Archivado el 19 de octubre de 2020 en Wayback Machine. |     |                      |                                 |                     |      |      |      |     |

### Semifinales
Semifinal 1
| Pos.                                                                   | N.º | Piloto               | Equipo                          | Tiempo     | Pts |
| ---------------------------------------------------------------------- | --- | -------------------- | ------------------------------- | ---------- | --- |
| 1                                                                      | 3   | Johan Kristoffersson | Kristoffersson Motorsport       | 04:50.133  | 6   |
| 2                                                                      | 5   | Mattias Ekström      | KYB Team JC                     | +2.666     | 5   |
| 3                                                                      | 13  | Andreas Bakkerud     | Monster Energy GCK RX Cartel    | +3.550     | 4   |
| 4                                                                      | 7   | Timur Timerzyanov    | GRX Taneco Team                 | +4.443     | 3   |
| 5                                                                      | 42  | Oliver Bennett       | Oliver Bennett                  | +10.694    | 2   |
| 6                                                                      | 44  | Timo Scheider        | ALL-INKL.COM Münnich Motorsport | +5 vueltas | 1   |
| Reporte Oficial Archivado el 30 de octubre de 2020 en Wayback Machine. |     |                      |                                 |            |     |

Semifinal 2
| Pos.                                                                   | N.º | Piloto          | Equipo                       | Tiempo     | Pts |
| ---------------------------------------------------------------------- | --- | --------------- | ---------------------------- | ---------- | --- |
| 1                                                                      | 1   | Timmy Hansen    | Team Hansen                  | 04:49.427  | 6   |
| 2                                                                      | 9   | Kevin Hansen    | Team Hansen                  | +0.587     | 5   |
| 3                                                                      | 68  | Niclas Grönholm | GRX Taneco Team              | +2.109     | 4   |
| 4                                                                      | 92  | Anton Marklund  | GCK Bilstein                 | +3.114     | 3   |
| 5                                                                      | 4   | Robin Larsson‡  | KYB Team JC                  | +3.506     | 2   |
| 6                                                                      | 33  | Liam Doran      | Monster Energy GCK RX Cartel | +2 vueltas | 1   |
| Reporte Oficial Archivado el 30 de octubre de 2020 en Wayback Machine. |     |                 |                              |            |     |

‡ Robin Larsson inicialmente se clasificó 13°, sin embargo fue ascendido a la semifinal luego de la retirada de Enzo Ide.

### Final
| Pos.                                                                   | N.º | Piloto               | Equipo                       | Tiempo    | Pts |
| ---------------------------------------------------------------------- | --- | -------------------- | ---------------------------- | --------- | --- |
| 1                                                                      | 1   | Timmy Hansen         | Team Hansen                  | 04:47.809 | 8   |
| 2                                                                      | 3   | Johan Kristoffersson | Kristoffersson Motorsport    | +0.417    | 5   |
| 3                                                                      | 9   | Kevin Hansen         | Team Hansen                  | +2.030    | 4   |
| 4                                                                      | 68  | Niclas Grönholm      | GRX Taneco Team              | +2.978    | 3   |
| 5                                                                      | 5   | Mattias Ekström      | KYB Team JC                  | +3.422    | 2   |
| 6                                                                      | 13  | Andreas Bakkerud     | Monster Energy GCK RX Cartel | +4.407    | 1   |
| Reporte Oficial Archivado el 17 de octubre de 2020 en Wayback Machine. |     |                      |                              |           |     |

## Ronda 8

### Series
| Pos.                                                                   | N.º | Piloto               | Equipo                          | Auto                | Q1   | Q2   | Q3   | Pts |
| ---------------------------------------------------------------------- | --- | -------------------- | ------------------------------- | ------------------- | ---- | ---- | ---- | --- |
| 1                                                                      | 5   | Mattias Ekström      | KYB Team JC                     | Audi S1             | 1.º  | 1.º  | 4.º  | 16  |
| 2                                                                      | 13  | Andreas Bakkerud     | Monster Energy GCK RX Cartel    | Renault Mégane R.S. | 5.º  | 3.º  | 1.º  | 15  |
| 3                                                                      | 9   | Kevin Hansen         | Team Hansen                     | Peugeot 208         | 4.º  | 2.º  | 2.º  | 14  |
| 4                                                                      | 1   | Timmy Hansen         | Team Hansen                     | Peugeot 208         | 2.º  | 5.º  | 5.º  | 13  |
| 5                                                                      | 3   | Johan Kristoffersson | Kristoffersson Motorsport       | Volkswagen Polo R   | 6.º  | 4.º  | 6.º  | 12  |
| 6                                                                      | 92  | Anton Marklund       | GCK Bilstein                    | Renault Mégane R.S. | 10.º | 6.º  | 3.º  | 11  |
| 7                                                                      | 4   | Robin Larsson        | KYB Team JC                     | Audi S1             | 3.º  | 14.º | 7.º  | 10  |
| 8                                                                      | 68  | Niclas Grönholm      | GRX Taneco Team                 | Hyundai i20         | 8.º  | 7.º  | 9.º  | 9   |
| 9                                                                      | 44  | Timo Scheider        | ALL-INKL.COM Münnich Motorsport | SEAT Ibiza          | 9.º  | 8.º  | 8.º  | 8   |
| 10                                                                     | 7   | Timur Timerzyanov    | GRX Taneco Team                 | Hyundai i20         | 7.º  | 9.º  | 10.º | 7   |
| 11                                                                     | 73  | Tamás Kárai          | Karai Motorsport Sportegyesület | Audi S1             | 12.º | 10.º | 11.º | 6   |
| 12                                                                     | 91  | Enzo Ide             | Team JC Race Teknik             | Audi S1             | 11.º | 16.º | 12.º | 5   |
| 13                                                                     | 38  | Mandie August        | ALL-INKL.COM Münnich Motorsport | SEAT Ibiza          | 14.º | 13.º | 13.º | 4   |
| 14                                                                     | 42  | Oliver Bennett       | Oliver Bennett                  | Mini Cooper         | 16.º | 11.º | 15.º | 3   |
| 15                                                                     | 83  | Patrick Guillerme    | Patrick Guillerme               | Hyundai i20         | 15.º | 15.º | 14.º | 2   |
| 16                                                                     | 33  | Liam Doran           | Monster Energy GCK RX Cartel    | Renault Mégane R.S. | 13.º | 12.º | DNS  | 1   |
| Reporte Oficial Archivado el 30 de octubre de 2020 en Wayback Machine. |     |                      |                                 |                     |      |      |      |     |

### Semifinales
Semifinal 1
| Pos.                                                                   | N.º | Piloto               | Equipo                          | Tiempo    | Pts |
| ---------------------------------------------------------------------- | --- | -------------------- | ------------------------------- | --------- | --- |
| 1                                                                      | 3   | Johan Kristoffersson | Kristoffersson Motorsport       | 04:43.040 | 6   |
| 2                                                                      | 5   | Mattias Ekström      | KYB Team JC                     | +1.380    | 5   |
| 3                                                                      | 4   | Robin Larsson        | KYB Team JC                     | +4.314    | 4   |
| 4                                                                      | 9   | Kevin Hansen         | Team Hansen                     | +5.253    | 3   |
| 5                                                                      | 44  | Timo Scheider        | ALL-INKL.COM Münnich Motorsport | +10.903   | 2   |
| 6                                                                      | 73  | Tamás Kárai          | Karai Motorsport Sportegyesület | +13.577   | 1   |
| Reporte Oficial Archivado el 30 de octubre de 2020 en Wayback Machine. |     |                      |                                 |           |     |

Semifinal 2
| Pos.                                                                   | N.º | Piloto            | Equipo                       | Tiempo    | Pts |
| ---------------------------------------------------------------------- | --- | ----------------- | ---------------------------- | --------- | --- |
| 1                                                                      | 13  | Andreas Bakkerud  | Monster Energy GCK RX Cartel | 04:43.087 | 6   |
| 2                                                                      | 1   | Timmy Hansen      | Team Hansen                  | +0.478    | 5   |
| 3                                                                      | 92  | Anton Marklund    | GCK Bilstein                 | +1.818    | 4   |
| 4                                                                      | 68  | Niclas Grönholm   | GRX Taneco Team              | +2.567    | 3   |
| 5                                                                      | 7   | Timur Timerzyanov | GRX Taneco Team              | +3.089    | 2   |
| 6                                                                      | 91  | Enzo Ide          | Team JC Race Teknik          | +8.331    | 1   |
| Reporte Oficial Archivado el 30 de octubre de 2020 en Wayback Machine. |     |                   |                              |           |     |

### Final
| Pos.                                                                   | N.º | Piloto               | Equipo                       | Tiempo     | Pts |
| ---------------------------------------------------------------------- | --- | -------------------- | ---------------------------- | ---------- | --- |
| 1                                                                      | 3   | Johan Kristoffersson | Kristoffersson Motorsport    | 04:39.638  | 8   |
| 2                                                                      | 1   | Timmy Hansen         | Team Hansen                  | +2.737     | 5   |
| 3                                                                      | 92  | Anton Marklund       | GCK Bilstein                 | +5.002     | 4   |
| 4                                                                      | 5   | Mattias Ekström      | KYB Team JC                  | +19.397    | 3   |
| 5                                                                      | 13  | Andreas Bakkerud     | Monster Energy GCK RX Cartel | +6 vueltas | 2   |
| 6                                                                      | 4   | Robin Larsson        | KYB Team JC                  | +6 vueltas | 1   |
| Reporte Oficial Archivado el 30 de octubre de 2020 en Wayback Machine. |     |                      |                              |            |     |

## Campeonato tras las pruebas
Estadísticas Supercar
| Pos | Piloto               | Pts | Dif |
| --- | -------------------- | --- | --- |
| 1   | Johan Kristoffersson | 219 |     |
| 2   | Mattias Ekström      | 192 | +27 |
| 3   | Timmy Hansen         | 163 | +56 |
| 4   | Niclas Grönholm      | 147 | +72 |
| 5   | Kevin Hansen         | 135 | +84 |

- Nota: Solamente se incluyen las cinco posiciones principales.